# Edward Ord
Edward Otho Cresap Ord (18. oktober 1818 – 22. juli 1883) designede Fort Sam Houston, og var officer i den amerikanske hær. Han deltog i kamphandlingerne under Seminolekrigene, Indianerkrigene og den amerikanske borgerkrig. I borgerkrigens sidste dage havde han kommandoen over en af Unionens hære, og bidrog til at tvinge General Robert E. Lee til at overgive sig.

## Tidlige år og karriere
Ord blev født i Cumberland Maryland. Han var søn af James og Rebecca Ord. Nogle kilder hævder at han var barnebarn af Kong Georg 4. af Storbritannien og fætter til Dronning Victoria. Han blev betragtet som et matematisk geni og blev udpeget til West Point af præsident Andrew Jackson. På West Point delte han værelse med den fremtidige general William T. Sherman. Han fik sin eksamen i 1839 og blev sekondløjtnant i artilleriet. Han kæmpede i den anden Seminolekrig i Florida og blev forfremmet til premierløjtnant.
I januar 1847 sejlede han rundt om Kap Horn på dampskibet Lexington sammen med Henry W. Halleck og William Sherman. Han ankom til Monterey i Californien og overtog kommandoen over Batteri F i 3. artilleriregiment med ordre om at færdiggøre Fort Mervine, som blev omdøbt ti Fort Halleck. Byggeriet blev overvåget af løjtnant Ord og hans næstkommanderende, løjtnant Sherman. Den 17. februar 1865 blev fortet omdøbt til Ord Barracks. I dag kaldes det Presidio of Monterey.
Ord var i Californien da guldfeberen begyndte at rase og priserne steg voldsomt. Da de militære lønninger ikke længere kunne dække levemkostningerne foreslog Ords overordnede, at de yngre officerer skulle tage ekstrajob for at supplere deres indkomst. På det tidspunkt havde myndighederne i Los Angeles behov for at få kortlagt de offentlige arealer, så de kunne sælges, og Ord blev hyret som landmåler. Han valgte William Rich Hutton som sin assistent, og sammen kortlagde de Los Angeles i juli og og august 1849. Takket være disse to mænds indsats har historikere i dag et ret godt overblik over hvordan landsbyen Los Angeles så ud i midten af det 19. århundrede. Løjtnant Ord opmålte landsbyen, og hans assistent Hutton tegnede partier fra den og tegene det første kort fra Ords opmåling. Byen Los Angeles arkiv har det originale kort som Hutton tegnede. Ord fik 3.000$ for sin opmåling.
Ord blev forfremmet til kaptajn i 1850 mens han gjorde tjeneste ved Stillehavet. Han giftede sig med Mary Mercer Thompson den 14. oktober 1854, og med tiden fik de 14 børn.
I 1859, mens han var på artilleriskole i Fort Monroe i Virginia blev Ord tilkaldt af krigminister John B. Floyd for at knuse John Browns angreb på arsenalet i Harpers Ferry. Imidlertid nåede oberst Robert E. Lee frem til Harpers Ferry først, og telegraferede til kaptajn Ord, at situationen var under kontrol, så Ord og hans mænd ikke behøvedes ved Harpers Ferry. De fik instruks om at stoppe ved Fort McHenry i Baltimore.

## Borgerkrigen
Efter udbruddet af borgerkrigen var Ords første opgave at være chef for en brigade af reservister fra Pennsylvania. I denne funktion figurerede han højt i Slaget ved Dranesville i efteråret 1861.
Den 3. maj 1862 blev Ord forfremmet til generalmajor og tildelt kommandoen over 2. division i Army of the Tennessee under Belejringen af Corinth. Selv om han blev alvorligt såret i Slaget ved Hatchie's Bridge i Mississippi, vendte han tilbage til tjeneste og ledede XIII Corps i den sidste del af Vicksburg kampagnen.
I 1864 blev Ord overført til det østlige operationsområde. Under Richmond-Petersburg kampagnen, kommanderede han XVIII Corps og blev alvorligt såret i angrebet på Fort Harrison. Han kom først tilbage til aktiv tjeneste i januar 1865.
Ords karriere nåede sit højdepunkt i foråret 1865 da han fik kommandoen over Army of the James i Appomattox kampagnen. Den 9. april gennemførte han en forceret march til Appomattox Court House for at yde støtte til generalmajor Philip Sheridans kavaleri og gennemtvinge Lees overgivelse. General Sherman sagde, at han "altid havde forstået, at Ords dygtigt gennemførte hårde march natten før var en af hovedårsagerne til Lees overgivelse."
Ord var tilstede i Wilmer McLeans hus, da Lee overgav sig, og ses ofte afbilledet i malerier af denne begivenhed. Da overgivelsesceremonien var overstået, købte Ord det bord, som Lee havde siddet ved, og det står nu i Chicago Historical Society's borgerkrigsrum.

## Efter krigen
Straks efter krigens slutning blev Ord sat i spidsen for okkupationshæren med hovedkvarter i Richmond i Virginia. Derefter blev han overført til militærdistrikt Ohio, indtil han afmønstrede den frivillige hær i september 1866. Den 11. december 1865 var han blevet udnævnt til oberstløjtnant og brigadegeneral i den stående hær for sin indsats i slaget ved Hatchie's Bridge og midlertidig udnævnelse til generalmajor i den frivillige hær for angrebet på Fort Harrison, alle udnævnelserne havde virkning fra den 13. marts 1865. Senere kommanderede han militærdistrikterne Arkansas og California.
Ord kommanderede militærdistrikt Platte fra 11. december 1871 til 1. april 1875, hvor han blev overført til militærdistrikt Texas, hvor han forblev indtil sin pensionering den 6. december 1880. Mens han var tjenestegørende i Texas overvågede han bygningen af Fort Sam Houston.
I januar 1872, var Ord deltager i en bisonjagt med Storhertug Alexei Alexandrovich af Rusland på sletterne i det sydvestlige Nebraska sammen med amerikanske celebriteter såsom Philip Sheridan (hærens næstkommanderende), oberstløjtnant George Armstrong Custer, Buffalo Bill Cody, Wild Bill Hickock, og Texas Jack Omohundro.
Ord trak sig tilbage fra hæren i 1880 med rang af midlertidig generalmajor. General Sherman skrev om ham: ”Han har fået alle de hårde stød i tjeneste, og var aldrig på nogen let post. Han har altid fået kaldet, når opgaven tegnede til at blive hård, og han har aldrig tøvet"
I 1881, fik Ord en stilling i Mexican Southern Railroad, som ejedes af U. S. Grant og Jay Gould, som civilingeniør og skulle bygge jernbane fra Texas til Mexico City.
Ord døde af gul feber i Havana på Cuba. Ved hans død sagde Sherman om Ord: “Som hans nære bekendt siden drengeårene, skal denne general bevidne, at en mere uselvisk, mandig og patriotisk person har aldrig levet”.  Han ligger begravet på Arlington National Cemetery.

## Eksterne links
- Artikel fra Spartacus Schoolnet Arkiveret 4. december 2013 hos  Wayback Machine
- Edward Ord fotografier Arkiveret 8. februar 2008 hos  Wayback Machine